# Alizarina
Alizarina o 1,2-dihidroxiantraquinona es un compuesto orgánico, cuya fórmula es C
14H
8O
4, que ha tenido un papel destacado como tinte, obteniéndose originalmente de las raíces de las plantas de rubia.
La alizarina fue utilizada como tintura roja para el uniforme "nuevo modelo" del ejército inglés parlamentario. Este color rojo se convirtió en distintivo y continuó siendo utilizado por varios siglos, por lo que a los soldados ingleses y británicos se les daba el sobrenombre de "Casacas rojas". En 1869, se convirtió en el primer pigmento natural en ser duplicado en forma sintética.
La alizarina es el principal ingrediente para la fabricación de pigmentos de rubia denominados por los pintores como Rose madder y carmín de alizarina. El término forma parte del nombre de un conjunto de tinturas relacionadas, tales como Alizarine Cyanine Green G y Alizarine Brilliant Blue R, y le da el nombre al carmesí alizarina, un tipo particular de rojo. La palabra proviene del árabe al-usara "jugo".
Se encuentra en las raíces de "Rubia", (Rubia tinctorum) y en algunas partes de la (Rubia cordifolia).

## Historia
Tela teñida con pigmento de la raíz de rubia fue encontrada en la tumba del Faraón Tutankamón y en las ruinas de Pompeya y antigua  Corinto. En la Edad Media, Carlomagno fomentó el cultivo de la rubia. Creció bien en los suelos arenosos de los Países Bajos y se convirtió en una parte importante de la economía local. 
En 1804, en  Inglés el fabricante de colorantes  George Field había perfeccionado la técnica de  laca  tratándola con alumbre y un álcali, que convierte el extracto soluble en agua en un sólido pigmento insoluble. El producto resultante tiene un color más duradero, y se puede utilizar más eficazmente. Durante los años siguientes, se encontró que otras sales de metales, incluidos los que contienen hierro, estaño, y cromo, podrían ser utilizados en lugar de alumbre para dar pigmentos a base de granza de diversos otros colores. Este método general de preparación de las lacas se ha conocido durante siglos.

En 1826, el químico francés Pierre-Jean Robiquet encontró que la raíz de rubia contenía dos colorantes, la alizarina roja y la purpurina. El componente de la alizarina se convirtió en el primer tinte natural obtenido sintéticamente en 1868 cuando los químicos alemanes Carl Graebe y Carl Liebermann, que trabajaban para BASF, encontraron la manera de producirlo a partir de antraceno. Casi al mismo tiempo, el químico Inglés William Henry Perkin descubrió en forma independientemente la misma síntesis, si bien el grupo BASF (dirigido por H. Caro) presentó su patente antes (un día) que Perkin. La cuasi simultaneidad permitió que BASF y Perkin llegaran a un acuerdo para la venta del colorante en el Reino Unido. 
La alizarina sintética fue producida por una fracción del costo del producto natural, y el mercado para la rubia se derrumbó prácticamente. La síntesis  implicaba la oxidación de antraceno a ácido a antraquinona, seguida de la bromacion electrofilica en un tubo sellado para dar 1,2-dibromoantraquinona. Por tratamiento con hidróxido de potasio concentrado (a 170 oC) se sustituyen los 2 bromos por -O-K+  (azul-violeta). Por tratamiento con ácido fuerte se produce la alizarina como precipitado marrón rojiza. La alizarina ha sido a su vez sustituida en gran medida hoy por los pigmentos de quinacridona más resistentes a la luz desarrollados en DuPont en 1958.

## Estructura y propiedades
La alizarina es uno de los diez isómeros de la dihidroxiantraquinona. Su molécula puede ser vista como derivada de la antraquinona por sustitución de dos átomos de hidrógeno y por dos grupos hidroxilo.
Es soluble en hexano y cloroformo, y se puede obtener de este último en forma de cristales de color rojo-púrpura, cuyo punto de fusión oscila en los 277-278 °C.

## Historia
La alizarina fue descubierta en 1826 por el químico francés Pierre Robiquet.

## Biosíntesis
Su biosíntesis está vinculada a la ruta del 1,4-dihidronaftoato, en común con la biosíntesis de la vitamina K.

## Usos
El rojo alizarina es utilizado en ensayos bioquímicos para determinar, en forma cuantitativa mediante colorimetría, la presencia de depósitos de calcio en las células de una línea osteogénica. Como tal es un marcador de primeras etapas (días 10–16 de un cultivo in vitro) de mineralización de matriz, un paso crucial en la formación de matriz extracelular calcificada asociada con un hueso real.
En la práctica clínica, también es utilizada para teñir el líquido sinovial para analizar el contenido de cristales básicos de fosfato de calcio.
En el ámbito de la geología, es utilizada para teñir indicando la presencia de minerales de carbonato de calcio, calcita y aragonita.